# Alfa Romeo 1750/2000 Berlina
Die Alfa Romeo 1750 Berlina ist eine Limousine des Automobilherstellers Alfa Romeo, die Anfang 1968 auf den Markt kam und auf der kleineren Alfa Romeo Giulia basiert.

## Allgemeines
Nachdem im Herbst 1969 die Produktion der Alfa Romeo 2600 Berlina geendet hatte, war die 1750 Berlina die größte Limousine von Alfa Romeo. Im Frühjahr 1972 erschien mit der Alfa Romeo Alfetta ein etwa gleich großer Wagen, beide wurden vier Jahre lang parallel angeboten.
Ihre Karosserie war von Bertone entworfen worden. Die Ähnlichkeit zur erfolgreichen Giulia war unverkennbar. Durch den um 60 mm verlängerten Radstand und die längeren Überhänge wurde das Fahrzeug geräumiger. Ein ungewöhnliches Detail war die gegenläufige Scheibenwischeranordnung in Schmetterlingsart, die auch an anderen Modellen der Marke in dieser Zeit anzutreffen war.
Den Motor mit 1779 cm³ Hubraum bot Alfa Romeo als Ergänzung zu den beiden Vierzylinder-Motoren mit 1,3 und 1,6 l Hubraum schon ab 1967 im Giulia GT an. Die Bezeichnung „1750“ nach dem unüblich gerundeten Hubraum sollte an den berühmten Vorkriegs-Sechszylinder 6C 1750 erinnern. Die maximale Motorleistung betrug in der Grundversion 83 kW (113 DIN-PS) bei 5500/min. In späteren Modellen wie etwa in der Alfetta wurde der gleiche Motor als „1,8-Liter“ bezeichnet.
In folgenden Fahrzeugen wurde der Motor unter der Bezeichnung „1750“ angeboten:

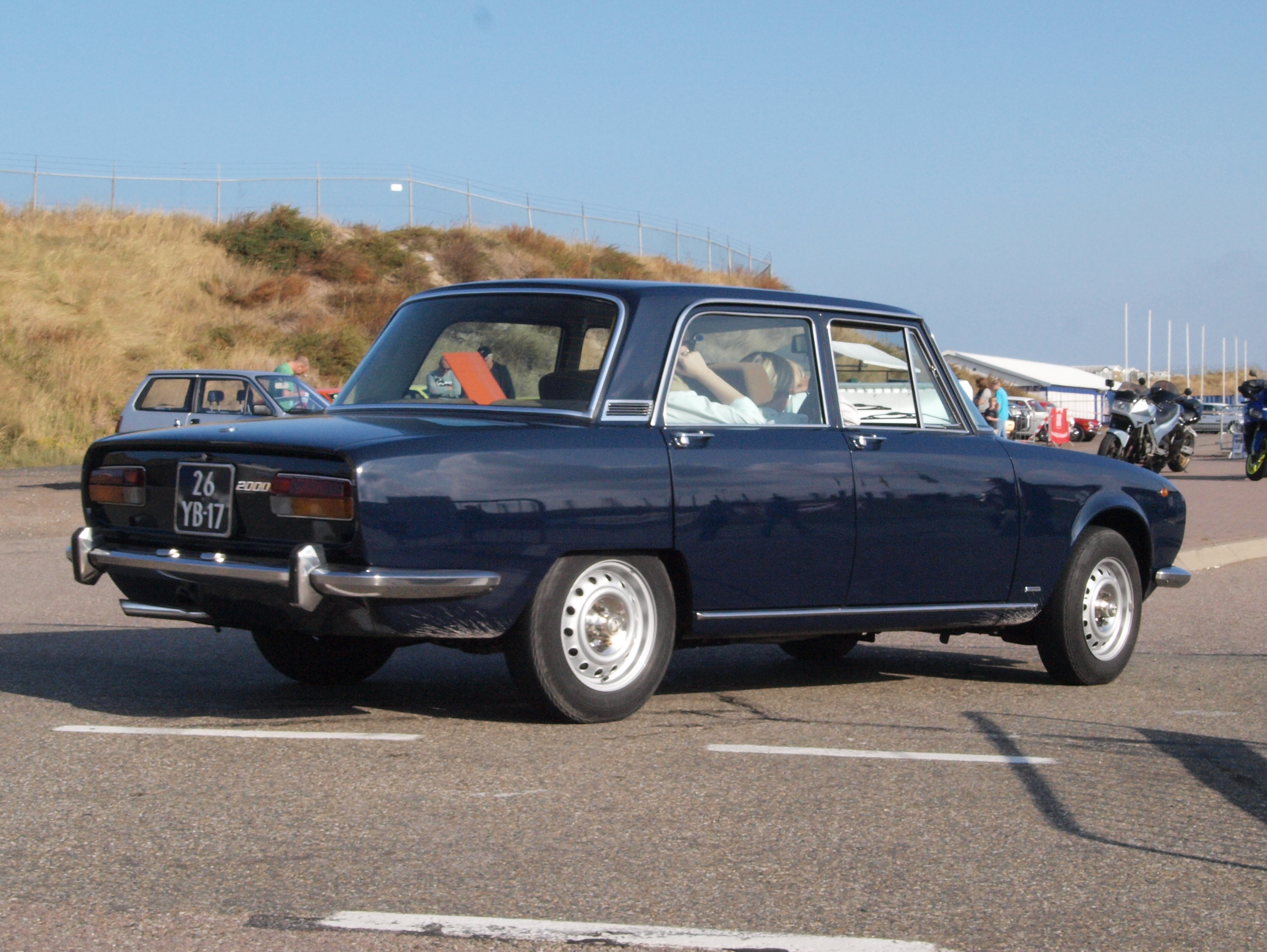
Alfa Romeo 2000 Berlina (1971–1977)

- im zweitürigen offenen Alfa Romeo 1750 Spider, wobei das Fahrzeug ansonsten unverändert blieb.
- im zweitürigen Coupé Alfa Romeo 1750 GT Veloce, bei dem sich die Kühlerpartie und die Anordnung der Scheinwerfer vom Vorgänger, der Giulia Sprint GT, unterschieden.

Ab Sommer 1971 wurde die 1750 Berlina in allen drei Modellen durch die 2000 Berlina ersetzt. Die Hubräume änderten sich entsprechend. Der Motor leistete in der Grundversion 97 kW (132 PS).
Für den US-Markt erhielt die 2,0-l-Maschine anstelle der Doppelvergaser eine Spica-Einspritzung.

## Modellpflege
Der 1750 lässt sich in zwei Serien unterscheiden:
Bei Fahrzeugen der ersten Serie von Anfang 1968 bis Frühjahr 1970 sitzt die Blink-Standlichtkombination auf den vorderen Stoßstangen auf, zudem haben die äußeren Hauptscheinwerfer einen etwas größeren Durchmesser als die inneren. Bei der zweiten Serie (ab Frühjahr 1970) ist die Blink-Standlichtkombination unterhalb des äußeren Hauptscheinwerfers angebracht. Ein weiteres Merkmal sind nun hängende statt stehende Pedale und eine geänderte Bremsanlage.
Erst die 2000 Berlina hatte vier gleich große Scheinwerfer, ein breiteres Scudetto und geänderte Armaturen.
Die 2000 Berlina wurde noch bis Frühjahr 1977 gebaut. Die Stückzahlen von 1750 und 2000 beliefen sich auf 191.723 Exemplare.

## Technische Daten
| Alfa Romeo:                                 | 1750 Berlina                                                                              | 1750 GTV                                                                                  | 1750 Spider                                                                               | 1750 USA                                                                                  | 2000 Berlina                                                                              | 2000 GTV                                                                                  | 2000 Spider                                                                               | 2000 USA                                                                                  |
| ------------------------------------------- | ----------------------------------------------------------------------------------------- | ----------------------------------------------------------------------------------------- | ----------------------------------------------------------------------------------------- | ----------------------------------------------------------------------------------------- | ----------------------------------------------------------------------------------------- | ----------------------------------------------------------------------------------------- | ----------------------------------------------------------------------------------------- | ----------------------------------------------------------------------------------------- |
| Motor:                                      | 4-Zylinder-Reihenmotor (Viertakt) mit Querstromzylinderkopf                               | 4-Zylinder-Reihenmotor (Viertakt) mit Querstromzylinderkopf                               | 4-Zylinder-Reihenmotor (Viertakt) mit Querstromzylinderkopf                               | 4-Zylinder-Reihenmotor (Viertakt) mit Querstromzylinderkopf                               | 4-Zylinder-Reihenmotor (Viertakt) mit Querstromzylinderkopf                               | 4-Zylinder-Reihenmotor (Viertakt) mit Querstromzylinderkopf                               | 4-Zylinder-Reihenmotor (Viertakt) mit Querstromzylinderkopf                               | 4-Zylinder-Reihenmotor (Viertakt) mit Querstromzylinderkopf                               |
| Hubraum:                                    | 1779 cm³                                                                                  | 1779 cm³                                                                                  | 1779 cm³                                                                                  | 1779 cm³                                                                                  | 1962 cm³                                                                                  | 1962 cm³                                                                                  | 1962 cm³                                                                                  | 1962 cm³                                                                                  |
| Bohrung × Hub:                              | 80 × 88,5 mm                                                                              | 80 × 88,5 mm                                                                              | 80 × 88,5 mm                                                                              | 80 × 88,5 mm                                                                              | 84 × 88,5 mm                                                                              | 84 × 88,5 mm                                                                              | 84 × 88,5 mm                                                                              | 84 × 88,5 mm                                                                              |
| Leistung bei 1/min:                         | 83 kW (113 PS) bei 5500                                                                   | 83 kW (113 PS) bei 5500                                                                   | 83 kW (113 PS) bei 5500                                                                   | 83 kW (113 PS) bei 5500                                                                   | 97 kW (132 PS) bei 5500                                                                   | 97 kW (132 PS) bei 5500                                                                   | 97 kW (132 PS) bei 5500                                                                   | 95 kW (129 PS) bei 5800                                                                   |
| Max. Drehmoment bei 1/min:                  | 194 SAE-Nm bei 3000                                                                       | 194 SAE-Nm bei 3000                                                                       | 194 SAE-Nm bei 3000                                                                       | 194 SAE-Nm bei 3000                                                                       | 215 Nm bei 3500                                                                           | 215 Nm bei 3500                                                                           | 215 Nm bei 3500                                                                           | 176 Nm bei 3700                                                                           |
| Verdichtung:                                | 9,0:1                                                                                     | 9,0:1                                                                                     | 9,0:1                                                                                     | 9,0:1                                                                                     | 9,0:1                                                                                     | 9,0:1                                                                                     | 9,0:1                                                                                     | 9,0:1                                                                                     |
| Gemischaufbereitung:                        | 2 Horizontal-Doppelvergaser Weber 40 DCOE 32                                              | 2 Horizontal-Doppelvergaser Weber 40 DCOE 32                                              | 2 Horizontal-Doppelvergaser Weber 40 DCOE 32                                              | Mech. Spica-Einspritzung                                                                  | 2 Horizontal-Doppelvergaser Solex oder Dell’Orto 40                                       | 2 Horizontal-Doppelvergaser Solex oder Dell’Orto 40                                       | 2 Horizontal-Doppelvergaser Solex oder Dell’Orto 40                                       | Mech. Spica-Einspritzung                                                                  |
| Ventilsteuerung:                            | DOHC, Ketten                                                                              | DOHC, Ketten                                                                              | DOHC, Ketten                                                                              | DOHC, Ketten                                                                              | DOHC, Ketten                                                                              | DOHC, Ketten                                                                              | DOHC, Ketten                                                                              | DOHC, Ketten                                                                              |
| Kühlung:                                    | Wasserkühlung                                                                             | Wasserkühlung                                                                             | Wasserkühlung                                                                             | Wasserkühlung                                                                             | Wasserkühlung                                                                             | Wasserkühlung                                                                             | Wasserkühlung                                                                             | Wasserkühlung                                                                             |
| Getriebe:                                   | 5-Gang-Getriebe, Mittelschaltung, Hinterradantrieb Berlina a.W. auch ZF-Dreigangautomatik | 5-Gang-Getriebe, Mittelschaltung, Hinterradantrieb Berlina a.W. auch ZF-Dreigangautomatik | 5-Gang-Getriebe, Mittelschaltung, Hinterradantrieb Berlina a.W. auch ZF-Dreigangautomatik | 5-Gang-Getriebe, Mittelschaltung, Hinterradantrieb Berlina a.W. auch ZF-Dreigangautomatik | 5-Gang-Getriebe, Mittelschaltung, Hinterradantrieb Berlina a.W. auch ZF-Dreigangautomatik | 5-Gang-Getriebe, Mittelschaltung, Hinterradantrieb Berlina a.W. auch ZF-Dreigangautomatik | 5-Gang-Getriebe, Mittelschaltung, Hinterradantrieb Berlina a.W. auch ZF-Dreigangautomatik | 5-Gang-Getriebe, Mittelschaltung, Hinterradantrieb Berlina a.W. auch ZF-Dreigangautomatik |
| Radaufhängung vorn:                         | Dreieckslenker oben, Querlenker unten, Reaktionsstreben, Schraubenfedern                  | Dreieckslenker oben, Querlenker unten, Reaktionsstreben, Schraubenfedern                  | Dreieckslenker oben, Querlenker unten, Reaktionsstreben, Schraubenfedern                  | Dreieckslenker oben, Querlenker unten, Reaktionsstreben, Schraubenfedern                  | Dreieckslenker oben, Querlenker unten, Reaktionsstreben, Schraubenfedern                  | Dreieckslenker oben, Querlenker unten, Reaktionsstreben, Schraubenfedern                  | Dreieckslenker oben, Querlenker unten, Reaktionsstreben, Schraubenfedern                  | Dreieckslenker oben, Querlenker unten, Reaktionsstreben, Schraubenfedern                  |
| Radaufhängung hinten:                       | Starrachse, Längsschubstreben, Dreieckslenker, Schraubenfedern                            | Starrachse, Längsschubstreben, Dreieckslenker, Schraubenfedern                            | Starrachse, Längsschubstreben, Dreieckslenker, Schraubenfedern                            | Starrachse, Längsschubstreben, Dreieckslenker, Schraubenfedern                            | Starrachse, Längsschubstreben, Dreieckslenker, Schraubenfedern                            | Starrachse, Längsschubstreben, Dreieckslenker, Schraubenfedern                            | Starrachse, Längsschubstreben, Dreieckslenker, Schraubenfedern                            | Starrachse, Längsschubstreben, Dreieckslenker, Schraubenfedern                            |
| Bremsen:                                    | ATE-Vierradscheibenbremsen (Durchmesser v/h 27,2/26,7 cm), Bremskraftverstärker           | ATE-Vierradscheibenbremsen (Durchmesser v/h 27,2/26,7 cm), Bremskraftverstärker           | ATE-Vierradscheibenbremsen (Durchmesser v/h 27,2/26,7 cm), Bremskraftverstärker           | ATE-Vierradscheibenbremsen (Durchmesser v/h 27,2/26,7 cm), Bremskraftverstärker           | ATE-Vierradscheibenbremsen (Durchmesser v/h 27,2/26,7 cm), Bremskraftverstärker           | ATE-Vierradscheibenbremsen (Durchmesser v/h 27,2/26,7 cm), Bremskraftverstärker           | ATE-Vierradscheibenbremsen (Durchmesser v/h 27,2/26,7 cm), Bremskraftverstärker           | ATE-Vierradscheibenbremsen (Durchmesser v/h 27,2/26,7 cm), Bremskraftverstärker           |
| Lenkung:                                    | ZF-Schneckenlenkung oder Burman-Kugelumlauflenkung                                        | ZF-Schneckenlenkung oder Burman-Kugelumlauflenkung                                        | ZF-Schneckenlenkung oder Burman-Kugelumlauflenkung                                        | ZF-Schneckenlenkung oder Burman-Kugelumlauflenkung                                        | ZF-Schneckenlenkung oder Burman-Kugelumlauflenkung                                        | ZF-Schneckenlenkung oder Burman-Kugelumlauflenkung                                        | ZF-Schneckenlenkung oder Burman-Kugelumlauflenkung                                        | ZF-Schneckenlenkung oder Burman-Kugelumlauflenkung                                        |
| Karosserie:                                 | Stahlblech, selbsttragend                                                                 | Stahlblech, selbsttragend                                                                 | Stahlblech, selbsttragend                                                                 | Stahlblech, selbsttragend                                                                 | Stahlblech, selbsttragend                                                                 | Stahlblech, selbsttragend                                                                 | Stahlblech, selbsttragend                                                                 | Stahlblech, selbsttragend                                                                 |
| Spurweite vorn/hinten:                      | 1320/1270 mm                                                                              | 1320/1270 mm                                                                              | 1320/1270 mm                                                                              | 1320/1270 mm                                                                              | 1320/1270 mm                                                                              | 1320/1270 mm                                                                              | 1320/1270 mm                                                                              | 1320/1270 mm                                                                              |
| Radstand:                                   | Lim.: 2570 mm Coupé: 2350 mm Spider: 2250 mm                                              | Lim.: 2570 mm Coupé: 2350 mm Spider: 2250 mm                                              | Lim.: 2570 mm Coupé: 2350 mm Spider: 2250 mm                                              | Lim.: 2570 mm Coupé: 2350 mm Spider: 2250 mm                                              | Lim.: 2570 mm Coupé: 2350 mm Spider: 2250 mm                                              | Lim.: 2570 mm Coupé: 2350 mm Spider: 2250 mm                                              | Lim.: 2570 mm Coupé: 2350 mm Spider: 2250 mm                                              | Lim.: 2570 mm Coupé: 2350 mm Spider: 2250 mm                                              |
| Abmessungen:                                | Lim.: 4390 × 1565 × 1430 mm Coupé: 4100 × 1580 × 1315 mm Spider: 4120 × 1630 × 1290 mm    | Lim.: 4390 × 1565 × 1430 mm Coupé: 4100 × 1580 × 1315 mm Spider: 4120 × 1630 × 1290 mm    | Lim.: 4390 × 1565 × 1430 mm Coupé: 4100 × 1580 × 1315 mm Spider: 4120 × 1630 × 1290 mm    | Lim.: 4390 × 1565 × 1430 mm Coupé: 4100 × 1580 × 1315 mm Spider: 4120 × 1630 × 1290 mm    | Lim.: 4390 × 1565 × 1430 mm Coupé: 4100 × 1580 × 1315 mm Spider: 4120 × 1630 × 1290 mm    | Lim.: 4390 × 1565 × 1430 mm Coupé: 4100 × 1580 × 1315 mm Spider: 4120 × 1630 × 1290 mm    | Lim.: 4390 × 1565 × 1430 mm Coupé: 4100 × 1580 × 1315 mm Spider: 4120 × 1630 × 1290 mm    | Lim.: 4390 × 1565 × 1430 mm Coupé: 4100 × 1580 × 1315 mm Spider: 4120 × 1630 × 1290 mm    |
| Leergewicht:                                | 1110 kg                                                                                   | 1040 kg                                                                                   | 1040 kg                                                                                   | 959–1028 kg                                                                               | 1110 kg                                                                                   | 1040 kg                                                                                   | 1040 kg                                                                                   | 988–1119 kg                                                                               |
| Höchstgeschwindigkeit:                      | 180 km/h                                                                                  | 190 km/h                                                                                  | 190 km/h                                                                                  | nicht angegeben                                                                           | 190 km/h                                                                                  | 195+ km/h                                                                                 | 195+ km/h                                                                                 | nicht angegeben                                                                           |
| 0–100 km/h:                                 | nicht angegeben                                                                           | nicht angegeben                                                                           | nicht angegeben                                                                           | nicht angegeben                                                                           | nicht angegeben                                                                           | nicht angegeben                                                                           | nicht angegeben                                                                           | nicht angegeben                                                                           |
| Verbrauch (Liter/100 Kilometer, CUNA-Norm): | 11,6 S                                                                                    | 11,4 S                                                                                    | 11,4 S                                                                                    | nicht angegeben                                                                           | 12,1 S                                                                                    | 11,9 S                                                                                    | 11,9 S                                                                                    | nicht angegeben                                                                           |
| Preis (DM, 1969/1973): (US-$)               | 11.600                                                                                    | 14.841                                                                                    | 13.575                                                                                    | -- 3.495–4.446                                                                            | 14.890                                                                                    | 17.690                                                                                    | 17.690                                                                                    | -- 5.350–6.550                                                                            |

## Produktionszahlen Alfa Romeo 1750/2000 Berlina
Gesamtproduktion 1750/2000 insgesamt 228.350 Fahrzeuge
1968: Rechtslenker Berlina 954; Rechtslenker GTV 1082; Rechtslenker Spider 209
USA: 141 Berlina, 147 GTV, 259 Spider
1969:  Rechtslenker Berlina 786; Rechtslenker GTV 1454; Rechtslenker Spider 285
USA : 727 Berlina, 640 GTV, 1146 Spider
1970: Rechtslenker Berlina 1098; Rechtslenker GTV 1452; Rechtslenker Spider 1
USA : 282 Berlina; 519 GTV;  1426 Spider
1971: Rechtslenker 1750 Berlina 680; Rechtslenker 1750 GTV 750; Rechtslenker 1750 Spider 138
Rechtslenker 2000 Berlina 93; Rechtslenker 2000 GTV 7; Rechtslenker 2000 Spider 78
USA : 600 Berlina 1750; 1151 GTV 1750; 1211 Spider 1750; 2 Berlina 2000; 2 GTV 2000; 12 Spider 2000
1972: Rechtslenker 2000 Berlina 1264; Rechtslenker 2000 GTV 1389; Rechtslenker 2000 Spider 368
USA : 9 Berlina 1750; 18 GTV 1750; 7 Spider 1750; 1055 Berlina 2000; 1164 GTV 2000; 1012 Spider 2000
| Jahr                            | 1967  | 1968   | 1969   | 1970   | 1971   | 1972   | Summe   |
| ------------------------------- | ----- | ------ | ------ | ------ | ------ | ------ | ------- |
| 1750 Berlina                    | 2.243 | 28.619 | 22.697 | 29.968 | 16.519 | 74     | 100.120 |
| 1750 GTV                        | 919   | 11.621 | 10.159 | 13.454 | 5.629  | 8      | 41.790  |
| 1750 Spider                     | 854   | 1.227  | 1.199  | 658    | 734    | 0      | 4.672   |
| 1750 USA (Berlina, GTV, Spider) | 0     | 547    | 2.513  | 2.227  | 2.962  | 34     | 8.283   |
| 2000 Berlina                    |       |        |        |        | 15.416 | 33.035 | 48.451  |
| 2000 GTV                        |       |        |        |        | 6.949  | 12.134 | 19.083  |
| 2000 Spider                     |       |        |        |        | 811    | 1.893  | 2.704   |
| 2000 USA (Berlina, GTV, Spider) |       |        |        |        | 16     | 3.231  | 3.247   |
| Summe                           | 4.016 | 42.014 | 36.568 | 46.307 | 49.036 | 50.409 | 228.350 |